# یواس‌اس لوئیزیانا (بی‌بی-۱۹)
یواس‌اس لوئیزیانا (بی‌بی-۱۹) (به انگلیسی: USS Louisiana (BB-19)) یک کشتی بود که طول آن ۴۵۴٫۳ فوت (۱۳۸٫۵ متر) بود. این کشتی در سال ۱۹۰۴ ساخته شد.